# Cristea Busuioc
Cristea Busuioc este unul din personajele romanului Toate pânzele sus! de Radu Tudoran.

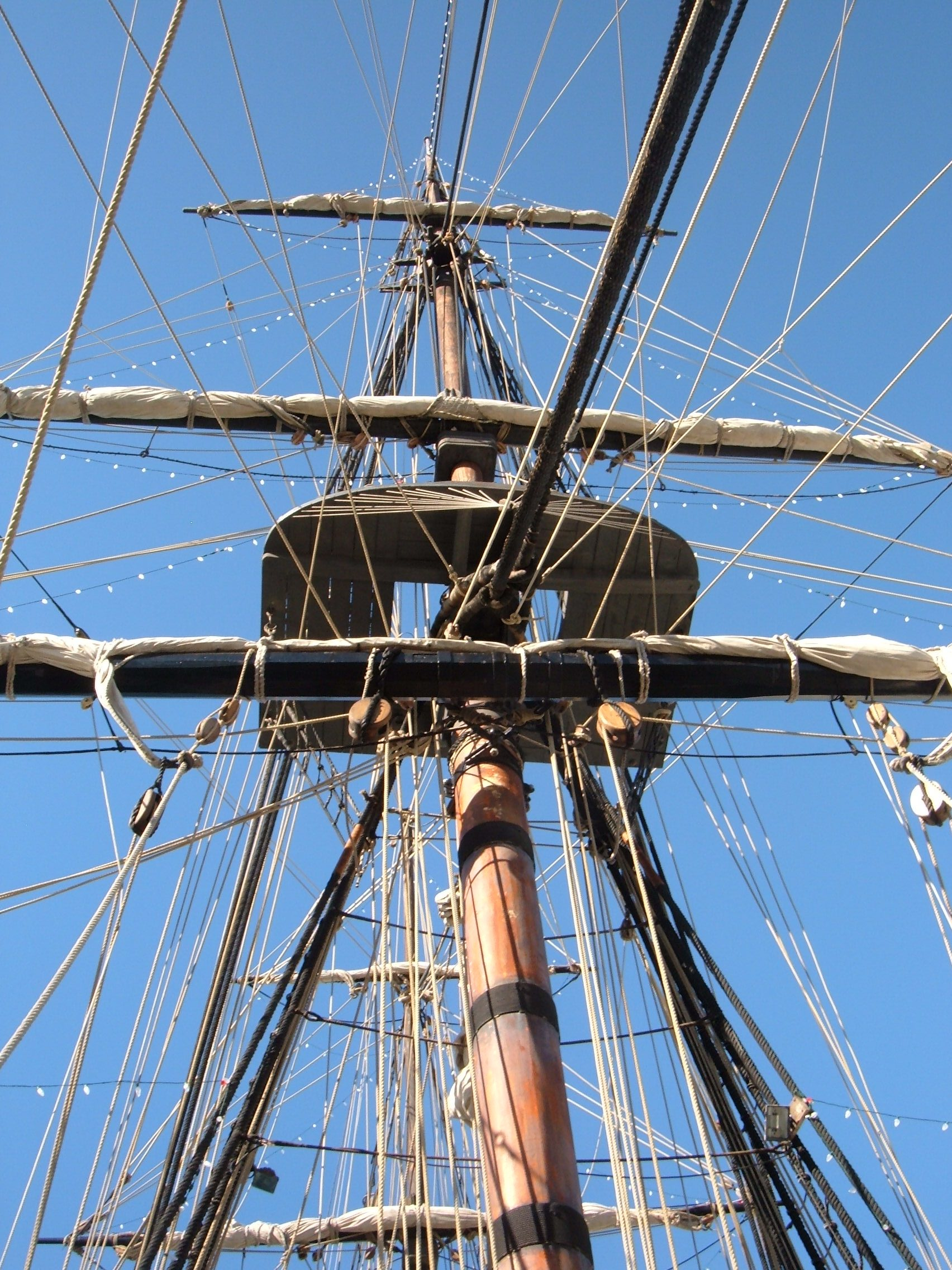
Catarg al navei HMS Surprise

Cristea Busuioc fusese unul din plutașii de pe râul Bistrița, care avusese ideea deosebit de îndrăzneață de a aduce buștenii tăiați la munte sub forma unei plute, uneori cu catarg, până la confluența Bistriței cu Siretul, iar apoi până la confluența acestuia cu Dunărea.

## Prezentarea personajului
În urma experienței sale unice de plutaș pe râurile Bistrița, Siret și Dunăre, la comanda făcută de Anton Lupan, Cristea Busuioc „sparge” toate recordurile de cutezanță și dexteritate, coborând toate aceste râuri cu o plută cu catarg, concepută de el pentru a transporta buștenii care urmau a fi catargele Speranței până la Sulina și astfel întâlnind Marea Neagră.
În timpul reparării și recondiționării carenei goeletei L'Espérance, redenumită Speranța de Anton Lupan, echipa sa foloșește doi din cei mai mândri bușteni de brad, aduși de plutașul Busuioc pentru a realiza catargele navei.  

## Apariție în film
În serialul de televiziune Toate pînzele sus (1976), rolul lui Cristea Busuioc a fost interpretat de Ion Bog. Acesta a murit în timpul filmării serialului, numele său apărând pe genericul filmului încadrat de un chenar negru. De aceea, din păcate, personajul Cristea Busuioc nu mai apare după aceea, în restul filmului.